# La Messe de Saint Gilles
La Messe de saint Gilles est un tableau sur bois appartenant à un retable dispersé et peint par un artiste du début du XVIe siècle connu sous le nom de Maître de Saint Gilles. Il est conservé à Londres à la National Gallery.

## Historique
Ce panneau et un autre représentant Saint Gilles et la biche donnèrent le nom de Maître de Saint-Gilles à leur auteur dont on ne sait que peu de choses. Le polyptyque de saint Gilles, dont on n'a pas retrouvé avec certitude les autres panneaux, aurait été peint vers 1500 pour l'église Saint-Leu-Saint-Gilles de Paris.

## Description
Le panneau, mesurant 62,30 × 46 cm, représente une scène légendaire, tirée de la Vie de saint Gilles, faisant intervenir Charlemagne située dans le décor anachronique du grand autel de l'abbaye de Saint-Denis. Au cours d'une messe célébrée par saint Gilles en présence de Charlemagne, un ange descend du ciel et apporte un parchemin lui donnant l'absolution divine pour un péché qu'il aurait eu sur la conscience depuis longtemps. Le décor montre l'autel majeur de Saint-Denis, décoré du grand panneau d'or donné par Charles le Chauve, surmonté de la croix de saint Éloi.
Au revers du panneau, une statue de saint Pierre dans une niche est représenté en grisaille, ce serait un travail d'un assistant du peintre.

## Intérêt iconographique

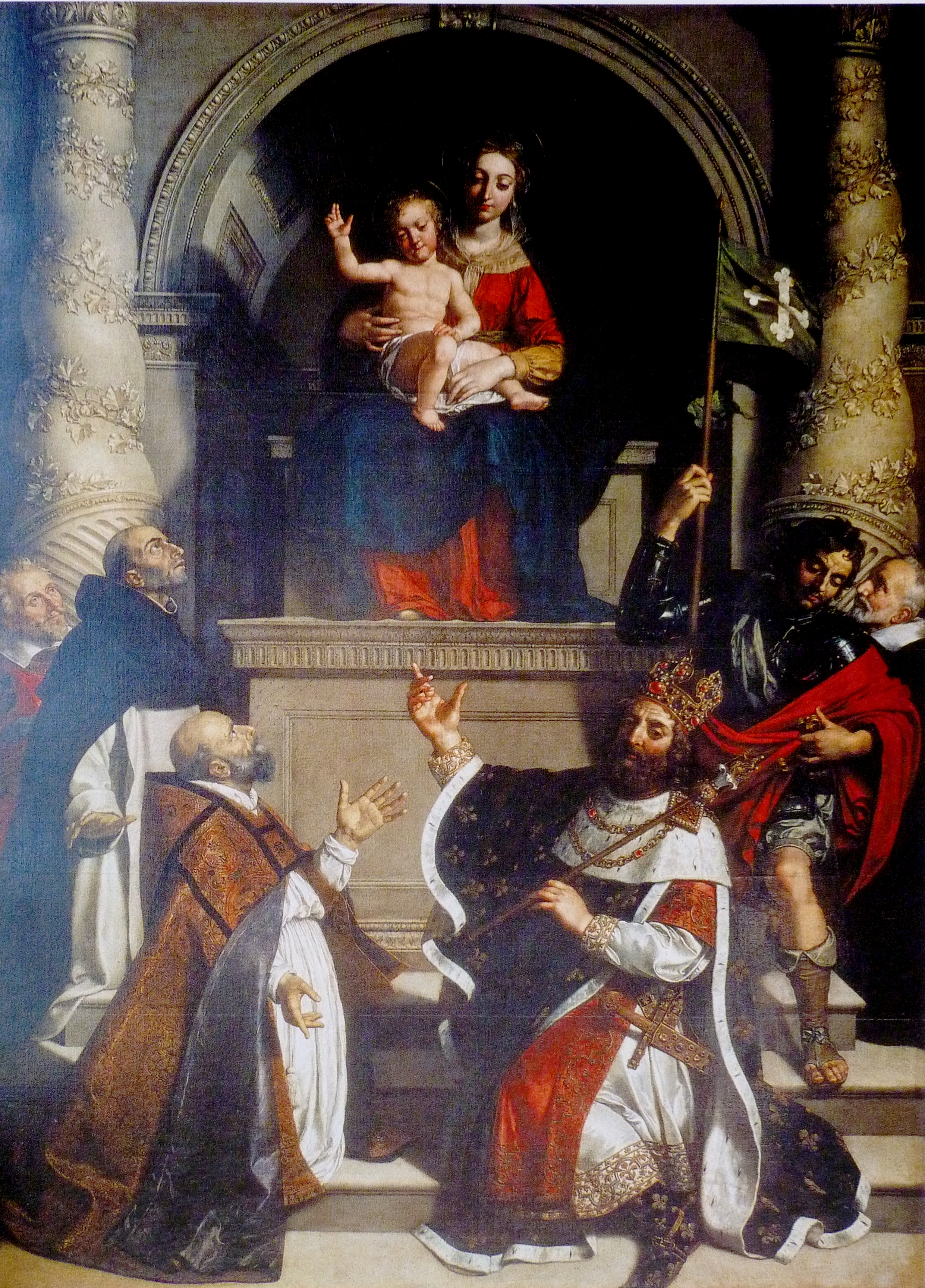
La Madone de Vic.

Le tableau, peint vers 1500, représente le grand l'autel de Saint-Denis tel qu'il était encore à l'époque. Trois éléments majeurs du trésor de l'abbaye, détruits et perdus en 1793 sont assez fidèlement reproduits :
- la grande croix de saint Éloi, mesurant environ deux mètres de hauteur, en or cloisonné et chargée de joyaux. Elle aurait été réalisée par saint Éloi pour Dagobert Ier fondateur de l'abbaye. Dans l'inventaire de 1634, elle portait le no 189. En 1793, elle est saisie par les révolutionnaires et fondue pour battre monnaie. Seul un petit fragment a subsisté, il est conservé au département des Monnaies, médailles et antiques de la Bibliothèque nationale de France[5] ;
- la parure d'autel composée de trois panneaux en or repoussé et incrusté de pierreries. Il aurait été donné par le roi Charles le Chauve puis complété par Suger. Il a lui aussi disparu en 1793 ;
- Charlemagne porte la Sainte Couronne, faussement dénommée « de Charlemagne », semblable à celle, ouverte, représentée sur le tableau La Vierge de la famille Vic[6] (Paris, église Saint-Nicolas-des-Champs) peint un siècle plus tard par Frans Pourbus le Jeune. Cette couronne, régalia du sacre, disparaît en 1793.